# 臺中市公共浴場
24°07′59″N 120°40′57″E / 24.132994°N 120.682553°E

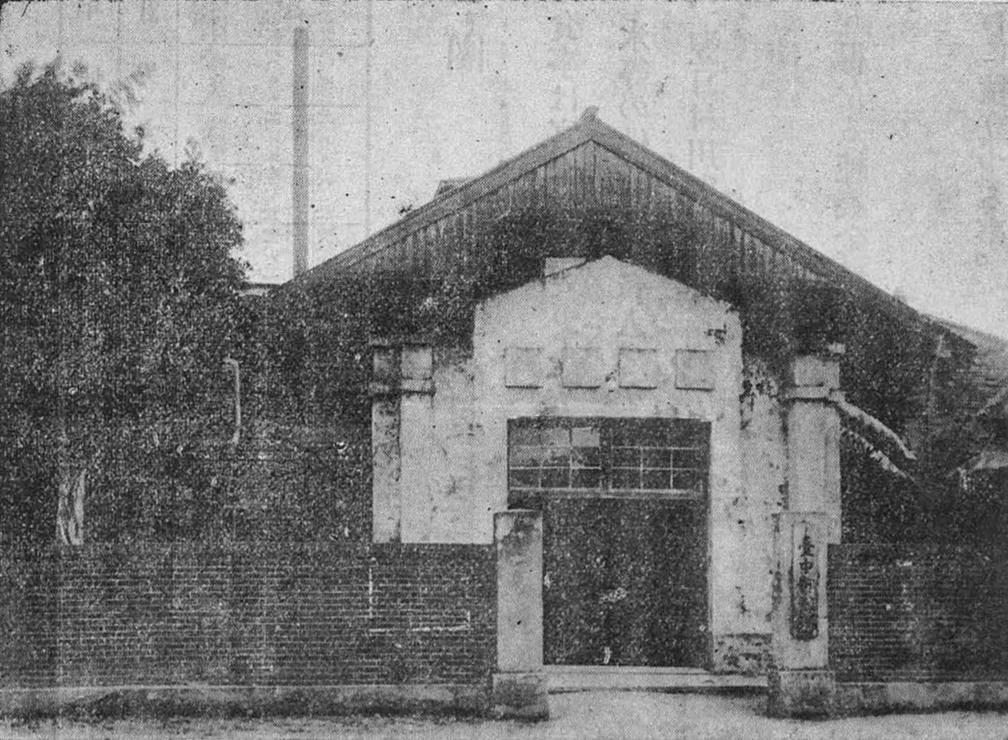
臺中市公共浴場

臺中市公共浴場為台灣日治時期1923年設置於台中市的公共浴場，位於敷島町一丁目。原址現位於臺中市第三市場內。

## 介紹
由於台灣人的家屋在過去無設置衛浴空間的習慣，隨著衛生觀念普及，在家中設置浴室的人逐漸增加。然而，為了家中無設置浴室的人，以及培養本島人洗澡的習慣，臺中市役所於是設置了此公共浴場。臺中市公共浴場在1923年3月9日動工，同年6月25日完工，並在7月1日開放。其為一棟舖瓦的木造和部分磚造的一層樓建築，工程費約為7,590圓（臺中州補助6,600圓）。1932年，公共浴場的東側設立了敷島町消費市場，即現今臺中市第三市場的前身。
| 年份   | 內地人 | 內地人 | 內地人 | 本島人 | 本島人 | 本島人 | 合計   |
| 年份   | 大人   | 小孩   | 小計   | 大人   | 小孩   | 小計   | 合計   |
| 1931年 | 10,291 | 2,102  | 12,393 | 43,423 | 6,630  | 50,053 | 62,446 |
| 1932年 | 8,511  | 2,207  | 10,718 | 45,698 | 6,984  | 52,682 | 63,400 |
| 1933年 | 6,414  | 2,268  | 8,682  | 42,438 | 6,385  | 48,823 | 57,505 |
| 1934年 | 6,703  | 2,455  | 9,158  | 37,179 | 6,364  | 43,543 | 52,701 |
| 1935年 | 6,839  | 1,983  | 8,822  | 40,321 | 7,018  | 47,339 | 56,161 |